# Homalopsycha rapida
Homalopsycha rapida is een vlinder uit de familie echte motten (Tineidae). De wetenschappelijke naam van deze soort werd voor het eerst geldig gepubliceerd in 1909 door Meyrick.
De soort komt voor in tropisch Afrika.